# Гиперактивность
Гиперакти́вность — состояние, при котором двигательная активность и возбудимость человека превышает норму, является неадекватной и непродуктивной. Гиперактивность является признаком неуравновешенной нервной системы. Данное состояние проявляется главным образом в неуместной двигательной активности: у детей в виде бега взад-вперёд, суетливости, а также болтливости, у взрослых — в виде двигательного беспокойства, неусидчивости, истощения терпения окружающих своей неугомонной деятельностью:61.

## Причины и симптомы гиперактивности

### Гиперактивность у детей
Гиперактивность встречается у детей при разных психических расстройствах: при гиперактивном расстройстве, сочетающимся с умственной отсталостью и стереотипными движениями (код МКБ-10: F84.4), гиперкинетических расстройствах: нарушениях активности и внимания (в данный диагноз входит синдром дефицита внимания и гиперактивности, аббр. СДВГ; код МКБ-10: F90.0), гиперкинетическом расстройстве поведения (код МКБ-10: F90.1), и других гиперкинетических расстройствах (код МКБ-10: F90.8).
Статистически гиперактивность (в рамках СДВГ) в 3 раза чаще встречается у мальчиков.
Гиперактивность часто встречается в рамках СДВГ. Обычно симптомы СДВГ у детей начинают возникать в возрасте 4 лет. Средний возраст обращения к врачу — 8—10 лет: в этом возрасте учёба и работа по дому начинают требовать от ребёнка самостоятельности и сосредоточенности.
Основные признаки гиперактивности у детей:
1. Общая чрезмерная высокая активность в контексте ожидаемого в данной ситуации и по сравнению с другими детьми того же возраста и интеллектуального развития[4].
2. Чрезмерная нетерпеливость, особенно в таких ситуациях, что требуют относительного спокойствия[4].
3. Часто наблюдаются беспокойные движения в кистях и стопах; сидя на стуле или ночью, лежа в постели, ребёнок постоянно крутится, вертится, во время сна раскрывается.
4. Часто встаёт со своего места в классе во время уроков или в других ситуациях, когда нужно оставаться на месте[5].
5. Часто проявляет бесцельную двигательную активность: бегает и прыгает вокруг[4], карабкается, пытается куда-то залезть, причём в таких ситуациях, когда это неприемлемо[5].
6. Постоянные вскакивания с места, когда полагается сидеть, а также ёрзания и извивания[4].
7. Шумность в играх и неспособность тихо, спокойно играть или заниматься чем-либо на досуге[5].
8. Излишняя двигательная активность: ребёнок часто находится в постоянном движении[5].
9. Часто проявляется чрезмерная шумливость и болтливость[4]. Часто ребёнок ночью просыпается вскоре после того, как заснул, иногда шалит, смеется без причины, с интересом слушает сказки, иногда забирается в постель родителей, требует, чтобы с ним сидели, при прекращении пения или рассказа или, когда перестают его гладить, просыпается

### Гиперактивность у взрослых
Гиперактивность при СДВГ в подростковом возрасте обычно ограничивается двигательным беспокойством, нетерпеливостью, внутренним ощущением повышенной возбудимости, а характерные для детского возраста бег и лазанье чаще отсутствуют:62. Во взрослом возрасте, при СДВГ гиперактивность может уменьшаться, но остаются характерные проблемы с вниманием и импульсивностью:62.
Гиперактивность может проявляться у больных биполярным аффективным расстройством и шизоаффективным расстройством в маниакальной фазе в виде сверхактивности:129, у некоторых больных деменцией («старческим слабоумием») в виде беспорядочной суетливости, вре́менная гиперактивность — при острой интоксикации психостимуляторами (например, кокаином, метамфетамином):568.